# U Hydrae
U Hydrae är en halvregelbunden variabel av SRB-typ i stjärnbilden Vattenormen.
Stjärnan varierar mellan visuell magnitud +4,56 och 5,4 med en period av 389,4 dygn.